# 达布拉
达布拉（Dabra），是印度中央邦Gwalior县的一个城镇。总人口56665（2001年）。

## 人口
该地2001年总人口56665人，其中男性30107人，女性26558人；0—6岁人口8404人，其中男4502人，女3902人；识字率67.51%，其中男性为74.98%，女性为59.03%。